# Velká Lesná
Velká Lesná (německy Gross Spinnelsdorf) je zaniklá vesnice ve vojenském újezdu Hradiště v okrese Karlovy Vary. Ležela v Doupovských horách čtyři kilometry jižně od Klášterce nad Ohří v nadmořské výšce okolo 545 metrů.

## Název
Prvotní jméno vesnice znělo nejspíše Spilmannsdorf a bylo odvozeno ze středněhornoněmeckého slova spilman (potulný zpěvák). V českém překladu proto znamenalo Hudcova ves. Název se v historických pramenech objevuje ve tvarech: Sspilmisdorf maior (1460), „Sspilmisdorffie wietssim y menssim“ (1488), „Sspilesdorff wietssj y menssj“ (1591) a Grosz Spinnelsdorf (1787). Později se vesnice jmenovala Velký Špinelsdorf a název Velká Lesná se začal používat v roce 1947.

## Historie
První písemná zmínka o vesnici je z roku 1460 a nachází se v urbáři panství hradu Egerberk. U něj zůstala až do roku 1623, kdy byla po pobělohorských konfiskací připojena ke kláštereckému panství. Po třicetileté válce ve vsi podle berní ruly žilo sedm chalupníků a tři poddaní bez pozemků. Obdělávali málo úrodná pole, ale hlavním zdrojem obživy byl chov dobytka a práce v lese. Na polích se pěstovalo žito, oves, hrách a čočka.
V devatenáctém století docházely děti z vesnice do školy v Martinově. V samotné Velké Lesné byla pouze hospoda, trafika a kaple svatého Jana Nepomuckého. Vesnice zanikla vysídlením v důsledku zřízení vojenského újezdu. Obyvatelé se museli vystěhovat do 15. května 1954.

## Přírodní poměry
Velká Lesná stávala v katastrálním území Žďár u Hradiště v okrese Karlovy Vary, asi čtyři kilometry jižně od Klášterce nad Ohří a 2,3 kilometru jihozápadně od Lestkova. Vesnice se nacházela v nadmořské výšce okolo 545 metrů na severozápadním úbočí vrchu Tok (720 metrů). Mezi hranicí vojenského újezdu, Kotvinou a Lestkovem existuje katastrální území Velká Lesná v okrese Chomutov. Oblast se nachází v severní části Doupovských hor, konkrétně v jejich okrsku Jehličenská hornatina. Půdní pokryv v širším okolí tvoří kambizem eutrofní vyvinutá na svahovinách čedičů.
V rámci Quittovy klasifikace podnebí Velká Lesná stála v mírně teplé oblasti MT3, pro kterou jsou typické průměrné teploty −3 až −4 °C v lednu a 16–17 °C v červenci. Roční úhrn srážek dosahuje 600–750 milimetrů, počet letních dnů je 20–30, počet mrazových dnů se pohybuje od 130 do 160 a sněhová pokrývka zde leží 60–100 dnů v roce.

## Obyvatelstvo
Při sčítání lidu v roce 1921 zde žilo 67 obyvatel (z toho 28 mužů) německé národnosti a římskokatolického vyznání. Podle sčítání lidu z roku 1930 měla vesnice 69 obyvatel se stejnou národnostní a náboženskou strukturou.
|           | 1869 | 1880 | 1890 | 1900 | 1910 | 1921 | 1930 | 1950 |
| --------- | ---- | ---- | ---- | ---- | ---- | ---- | ---- | ---- |
| Obyvatelé | 72   | 71   | 66   | 74   | 50   | 67   | 69   | 28   |
| Domy      | 13   | 13   | 13   | 13   | 13   | 13   | 13   | 13   |

## Obecní správa
Po zrušení patrimoniální správy se Velká Lesná stala roku 1850 obcí. Při sčítání lidu v roce 1868 vesnice byla osadou Martinova, kterou zůstala do roku 1924, kdy se znovu osamostatnila. V době, kdy byla Velká Lesná obcí, k ní patřila osada Malá Lesná.